# Уваров, Андрей Владимирович
Андре́й Влади́мирович Ува́ров (14 апреля 1971, Неклиновский район, Ростовская область) — советский и российский футболист, играл на позиции защитника и полузащитника.

## Карьера
Профессиональную карьеру начинал в 1989 году в таганрогском «Торпедо», выступавшем во второй лиге. Далее играл в ростовском СКА и в «Шахтёре» Шахты, но каждый раз возвращался в Таганрог. 15 марта 1994 года в матче первого тура высшей лиги дебютировал за самарские «Крылья Советов». С 1997 по 1998 год играл в майкопской «Дружбе».